# Грађанин Кејн
Грађанин Кејн (енгл. Citizen Kane) је амерички драмски филм из 1941. године, режисера, продуцента и главног глумца Орсона Велса, који је и написао сценарио заједно са Херманом Џ. Манкевицом. Ово је био Велсов први дугометражни филм, а многи критичари и стручњаци га сматрају најбољим филмом икада снимљеним. Педесет узастопних година налазио се на првом месту анкете филмских критичара Британског филмског института, као и на врху листе 100 година АФИ-ја... 100 филмова 1998. и ажурираном издању из 2007. године. Био је номинован за девет Оскара, а освојио је оног за најбољи сценарио. Грађанин Кејн је хваљен због кинематографије Грега Толанда, монтаже Роберта Вајза, музике Бернарда Хермана и своје наративне структуре, а све ово је сматрано иновативним и представљало је преседан.
Овај квази-биографски филм истражује живот и наслеђе Чарлса Фостера Кејна, кога игра Велс, композитног карактера заснованог на америчким медијским баронима Вилијаму Рандолфу Херсту и Џозефу Пулицеру, чикашким тајкунима Самјуелу Инсулу и Харолду Макормику, као и аспектима сопствених живота двојице сценариста. По објављивању, Херст је забранио да се филм помиње у његовим новинама.
Након бродвејског успеха Велсовог Меркјури театра и контроверзне радио емисије „Рат светова” из 1938, Велса је контактирао Холивуд. Потписао је уговор са компанијом RKO Pictures 1939. године. Иако је то било необично за некога ко још није режирао ниједан филм, добио је слободу да развије сопствену причу, да користи сопствену глумачку и филмску екипу и да има привилегију коначне верзије филма. Након два неуспела покушаја да покрене пројекат, написао је сценарио за Грађанина Кејна, у сарадњи са Манкевицом. Филм је снимљен 1940, а објављен је 1941. године.
Иако је остварио критички успех, Грађанин Кејн није успео да надокнади своје трошкове на биоскопским благајнама. Филм се вратио у пажњу јавности када су га похвалили француски критичари као што је Андре Базен и поново је објављен 1956. године. Конгресна библиотека га је 1989. одабрала као један од првих 25 филмова за очување у Националном регистру филмова Сједињених Држава због „културолошког, историјског или естетског значаја”.

## Радња
У вили познатој као Ксанаду, делу огромног дворског имања на Флориди, остарели Чарлс Фостер Кејн је на самрти. Држећи снежну куглу, он изговара речи „Ружин пупољак” и умире. Читуља у филмским новостима износи животну причу Кејна, енормно богатог новинског издавача и индустријског магната. Кејнова смрт постаје сензационална вест широм света, а продуцент журнала задаје репортеру Џерију Томпсону да открије значење речи „Ружин пупољак”.
Томпсон почиње да интервјуише Кејнове пријатеље и сараднике. Покушава да приђе његовој другој жени, Сузан Александер Кејн, сада алкохоличарки која води сопствени ноћни клуб, али она одбија да разговара са њим. Томпсон одлази у приватну архиву покојног банкара Волтера Паркса Тачера. Кроз Тачерове писане мемоаре, Томпсон сазнаје за Кејнов успон из пансиона у Колораду и пад његовог личног богатства.
Године 1871. злато је откривено кроз рударски документ који је припадао Кејновој мајци, Мери Кејн. Она је унајмила Тачера да успостави труст који ће Кејну обезбедити образовање, као и да преузме старатељство над њим. Док су родитељи и Тачер разговарали о аранжманима у пансиону, млади Кејн се весело играо са санкама по снегу напољу. Када су га родитељи упознали са Тачером, Кејн га је ударио санкама и безуспешно покушао да побегне.
У време када је Кејн са 25 година стекао контролу над својим трустом, продуктивност рудника и Тачерова разборита улагања учинили су га једним од најбогатијих људи на свету. Преузео је контролу над новинама New York Inquirer и започео каријеру жутог новинарства, објављујући скандалозне чланке који су нападали Тачерове (и његове) пословне интересе. Кејн је продао своје новинско царство Тачеру након што је услед краха берзе 1929. остао без новца.
Томпсон интервјуише Кејновог личног пословног менаџера, господина Бернстина. Бернстин се сећа да је Кејн унајмио најбоље расположиве новинаре да би побољшао циркулацију својих новина. Кејн се успео на власт тако што је успешно манипулисао јавним мњењем о Шпанско-америчком рату и оженио се Емили Нортон, нећаком председника Сједињених Држава.
Томпсон интервјуише Кејнову отуђеног најбољег пријатеља, Џедедију Лиланда, у дому за пензионере. Лиланд каже да је Кејнов брак са Емили пропао током година, као и да је он започео аферу са аматерском певачицом Сузан Александер док се кандидовао за гувернера Њујорка. И његова супруга и његов политички противник открили су аферу, а јавни скандал је окончао његову политичку каријеру. Кејн се оженио Сузан и натерао је на понижавајућу оперску каријеру за коју није имала ни талента ни амбиције, а чак је изградио и велику оперу за њу. Након што је Лиланд почео да пише негативну рецензију на Сузанин оперски деби, Кејн га је отпустио, али је лично завршио негативну рецензију и штампао је.
Сузан пристаје на интервју са Томпсоном и описује последице своје оперске каријере. Кејн јој је коначно дозволио да напусти певање након што је покушала да изврши самоубиство. Након година проведених под Кејновом доминацијом и живота у изолацији у Ксанадуу, напустила га је. Кејнов батлер Рејмонд прича да је, након што га је Сузан напустила, он почео насилно да уништава њену спаваћу собу. Када је наишао на снежну куглу, смирио се и рекао „Ружин пупољак”. Томпсон закључује да није у стању да реши мистерију и да ће значење Кејнових последњих речи заувек остати мистерија.
У Ксанадуу, особље каталогизује или одбацује Кејнове ствари. Проналазе санке на којима се осмогодишњи Кејн играо на дан када је одведен из своје куће у Колораду. Бацају их са другим отпадом у пећ и, док горе, камера открива натпис на њима, које особље не примећује: „Ружин пупољак”.

## Улоге
| Глумац            | Улога                   |
| ----------------- | ----------------------- |
| Орсон Велс        | Чарлс Фостер Кејн       |
| Џозеф Котен       | Џедедаја Лиланд         |
| Дороти Камингор   | Сузан Александер Кејн   |
| Агнес Мурхед      | Мери Кејн               |
| Рут Ворик         | Емили Монро Нортон Кејн |
| Реј Колинс        | Џим В. Гетис            |
| Ерскин Санфорд    | Херберт Картер          |
| Еверет Слоун      | господин Бернстин       |
| Вилијам Аланд     | Џери Томпсон            |
| Пол Стјуарт       | батлер Рејмонд          |
| Џорџ Колорис      | Волтер Паркс Тачер      |
| Фортунио Бонанова | сињор Матисте           |
| Гас Шилинг        | Џон                     |
| Филип ван Зант    | господин Ролстон        |
| Џорџија Бакус     | Берта Андерсон          |
| Хари Шанон        | Џим Кејн                |
| Сони Бап          | Чарлс Фостер Кејн III   |

## Продукција
Током продукције, радни наслов Грађанина Кејна био је РКО 281. Снимање је обављено између 29. јуна и 23. октобра 1940. Велс је шефовима студија забранио долазак на сет. Схватао је њихову жељу да контролишу пројекте, те је знао да су очекивали да сними узбудљив филм који ће бити налик радио-драми Рат светова. Велсов уговор са РКО-ом дао му је потпуну контролу над продукцијом филма, нешто што му никад касније није било допуштено.

## Преглед
Грађанин Кејн изазвао је безброј интерпретација током протеклих деценија. У књизи Орсона Велса: Хало Американци, Сајмон Кејлоу тврди да Грађанин Кејн не би требало да се схвати само као фиктивно него и као постфиктивно дело: дело које привлачи публику да гледа саму себе док гледа филм. У рецензији из 1941, Хорхе Луис Борхес назвао је Грађанина Кејна „метафизичком детективском причом” у којој је „... (његов) предмет (психолошки и алегоријски) истрага човекове унутрашњости, преко дела које је направио, речи које је изрекао, многих живота које је уништио...” Борхес је нагласио да „Неодољиво, бескрајно, Орсон Велс приказује фрагменте живота човека, Чарлса Фостера Кејна, и позива нас да их спојимо и да га реконструишемо.” Као и, „Филм врви разноликостима и неподударностима: прве сцене приказују благо које Кејн нагомилава; у једној од последњих, усамљена жена у раскоши, али с патњом у лицу, саставља слагалицу на поду палате која је у исто време музеј.” Борхес истиче: „На крају схватамо да фрагменти не чине један склад: омрзнути Чарлс Фостер Кејн је утвара, хаос појава.”
Филм комбинује револуционарну фотографију са Оскаром награђеним сценаријом (који су написали Велс и Херман Џ. Манкевиц), и поставу глумаца филмских дебитаната.

## Теме
Новинарева мисија тражења значења Кејнове последње речи води га томе да на крају закључује да се човеков живот не може резимирати у једној речи. Док скупља делове слагалице, схвата да је „пупољак” „део који недостаје” у његовом животу. Филм се састоји од фрагмената Кејновог живота, приказаних у нехронолошком редоследу, тако да их гледалац може послагати.
Након што га је напустила друга жена, Кејн почиње да уништава њену собу. Зграбио је снежну куглу и кад је мислио да је баци, угледао је како у њој падају пахуљице снега, након чега је промрмљао Пупољак, услед евоцирања још једне успомене на догађај.
Друга тема разложена у филму је ограниченост моћи и новца. Иако је Кејн невероватно богат и моћан, он не успева да искористи то богатство и моћ како би победио на изборима за гувернера, промовише своју другу жену, Сусан, као оперску звезду, или да задобије љубав и оданост оних који га окружују. На крају је приказан као усамљени старац, затворен у Ксанадуу, украшеној палати коју је изградио како би задовољио свој его. Његове скупоцене ствари не могу да замене емоционални губитак који је претрпео у свом животу.
Друге мање заступљене теме су рад медија (стварање дневника, вођење новина), превртљивост времена (приказана у разним успоменама ликова, као и немогућност да се побегне од прошлости) и сјај и беда америчког сна.

## Филмске иновације
Познаваоци и историчари филма видели су Грађанина Кејна као Велсов покушај да створи нови стил снимања филмова кориштењем разних филмских техника, комбинујући их све у једно (као и Рађање једне нације Д. В. Грифита из 1915). Велсов глумачки стил такође се може интерпретирати као рани пример методичне глуме. На пример, сцена кад Кејн искаљује свој бес с врха степеништа на свог политичког ривала Џима Гетиса. Велс се спотакнуо и ишчашио глежањ током снимања ове сцене, али камере су наставиле да снимају, а сцена је завршила у коначној верзији. Као режисер, Велс није подносио глумце који су се окретали методичној глуми, сматрајући их непоузданима. Волео је да ради са глумцима који су били прилагодљиви и увек спремни за рад. Велс је, као глумац, често практиковао да чита текст наглас и проводио више времена памтећи реченице (за шта му никад није требало много времена), док се није ментално припремио. Међутим, постоје неки примери у Грађанину Кејну кад се Велс био занео улогом. У славној сцени из филма, Кејн голим рукама уништава спаваћу собу своје друге жене након што га оставила. Према биографима, након што је Велс уништио собу и кад је снимање било готово, отетурао је с крвавим рукама мрмљајући у браду, „Осетио сам. Осетио сам.”
Најиновативнији технички аспект Грађанина Кејна било је кориштење дубинског кадра. У готово свакој сцени у филму, предњи план, позадина и све у средини је у изоштреном фокусу. То је остварено уз помоћ славног сниматеља Грега Толанда путем његових експеримената са сочивима и осветљењем. Кад год дубински кадар није био могућ - на пример у сцени кад Кејн завршава читање лоше рецензије Александрине опере док у исто време отпушта особу која је написала рецензију - Толанд је користио оптичке принтере како би се цели кадар приказао у фокусу (један део филма отиснут је на други део филма).
Још једна неортодоксна метода кориштена у филму били су нискоугаони кадрови, у којима су у позадини многих сцена приказани плафони. Будући да су филмови у то време већином били снимани у студијима, а не на локацијама, било је немогуће снимати из угла који би показивао плафоне, јер их сетови нису ни имали. Велсова екипа је користила муслине којима су прекривени сетови како би се произвела илузија уобичајене собе са плафоном, док су микрофони били скривени изнад платна.
Једна од приповедачких техника уведених у овом филму било је кориштење епизодних призора на истом сету док су ликови мењали костиме и шминку између два снимања како би сцена иза сваког снимања изгледала као да се догађа на истој локацији, али временски пуно касније у односу на претходну. Велс је на овај начин приказао распад Кејновог првог брака, па је тако нешто што се догађало годинама приказано у неколико минута. Пре ове технике, режисери су на филму морали дуго да објашњавају промењене околности. На пример, у ремекделу Ериха фон Штрогејма Похлепа, распад брака главног јунака трајао је скоро сат времена, чак и у најкраћој верзији.
Велс је увео и неке визуелне ефекте како би јефтино снимио сцена масе и велике ентеријере. На пример, сцена у којој се камера у опери драматично подиже до поткровља како би приказала раднике који се ругају наступу друге госпође Кејн снимљена је помицањем камере изнад позорнице, након чега се спушта застор. Застор се отвара, а камера сада приказује раднике у вишем делу опере.
Филм је ударио темеље новим техникама специјалних ефеката уз помоћ шминке, које је створио шминкерски уметник Мел Бернс, веродостојно постаривши глумце за неколико деценија у сврху приче. Пример су мутна контактна сочива која су Котена приказала као старца. Велс је касније тврдио да је шминка кориштена и на њему за сцену у којој се појављује као младић.
Велс је донео своје искуство са звуком са радија. У једној сцени, старији Кејн удара Сусан у шатору на плажи, а два лика немо зуре једно у друго док се у позадини може чути како се на оближњој забави жена хистерично смеје. Њена непостојаност указује на Сусанине и Кејнове патње. Велс је другде вешто искористио звучне ефекте како би креирао атмосферу, као што је ледени одјек монументалне библиотеке, где се новинару супротставља претерано услужни библиотекар.

## Критике
Међу филмском критиком и публиком широко је распрострањено мишљење да је овај филм ремек-дело филмске уметности и често се наводи као „најбољи филм свих времена“. У анкети познатих редитеља, која је први пут спровела 1992, „Грађанин Кејн“ се такође нашао на врху. Филм се такође нашао на врху оба списка „100 година... 100 филмова“, списка најбољих америчких филмова, који је саставио Амерички филмски институт.

## Награде и номинације (Америчке филмске академије)

### Награде
- Оскар за најбољи сценарио - Орсон Велс и Херман Џ. Манкевиц

### Номинације
- Најбољи филм - Орсон Велс
- Најбоља режија - Орсон Велс
- Најбољи главни глумац - Орсон Велс
- Најбоља монтажа - Роберт Вајз
- Најбоља уметничка продукција - Пери Фергусон, А. Роланд Филдс, Ван Нест Полглејс, Дерил Силвера
- Најбоља фотографија - Грег Толанд
- Најбољи звук - Џон Олберг
- Најбоља музика - Бернард Херман